# Parafia Opieki Matki Bożej w Lyonie
Parafia Opieki Matki Bożej – parafia w eparchii chersoneskiej Rosyjskiego Kościoła Prawosławnego w Lyonie.
Jest to parafia etnicznie rosyjska, działa od 1924.